# レディバード・レディバード
『レディバード・レディバード』（Ladybird Ladybird）は1994年制作のイギリス映画。母親失格とみなされ、社会福祉局に4人の子供を取り上げられた母親のドラマ。実話が元になっているという。第44回ベルリン国際映画祭においてクリシー・ロックが主演女優賞を受賞した。
タイトルは、マザーグースからの引用。

## キャスト
- クリシー・ロック
- ウラジミール・ヴェガ
- レイ・ウィンストン
- モリシオ・ヴェネガス